# Tarawa

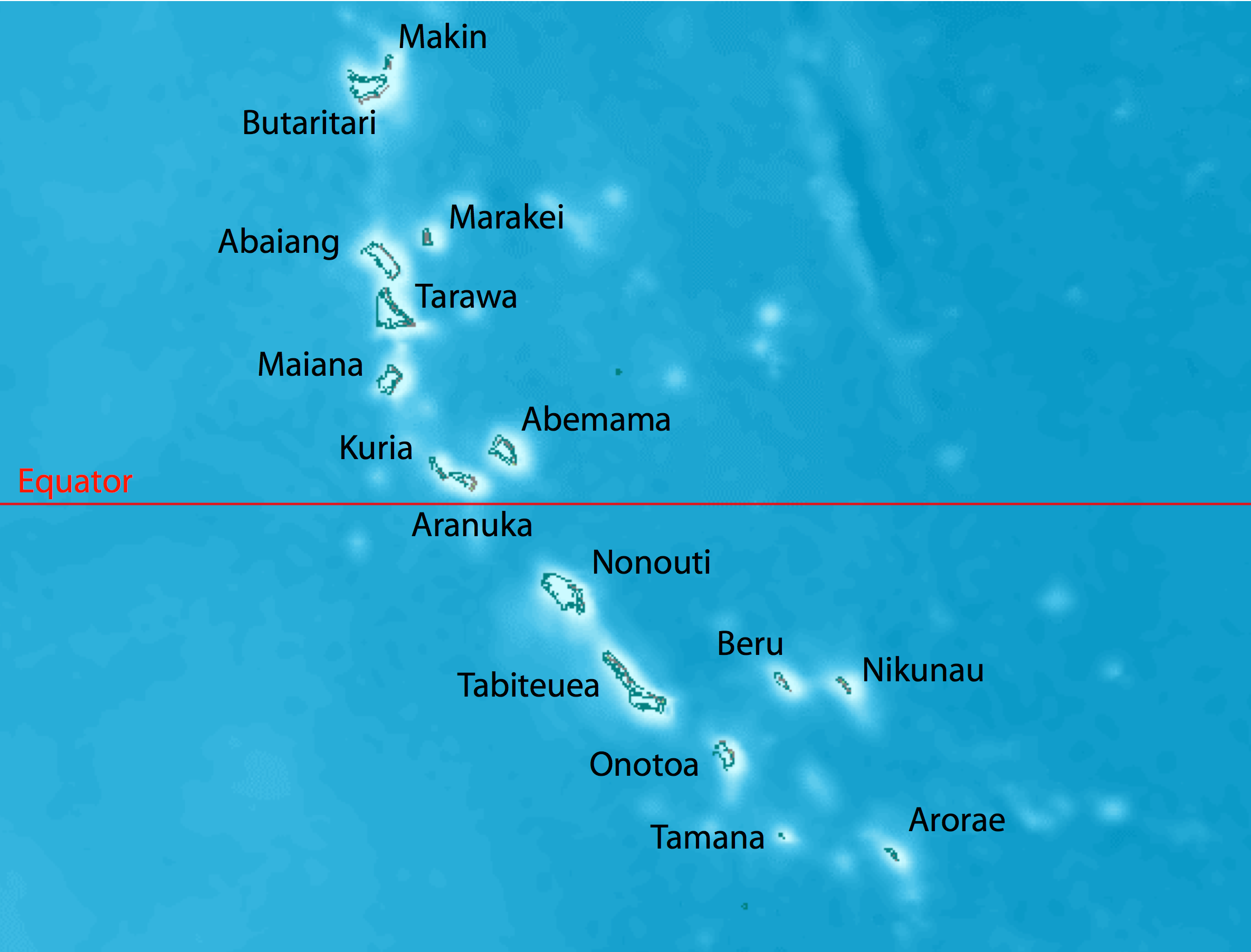
Tarawa là một phần của Quần đảo Gilbert

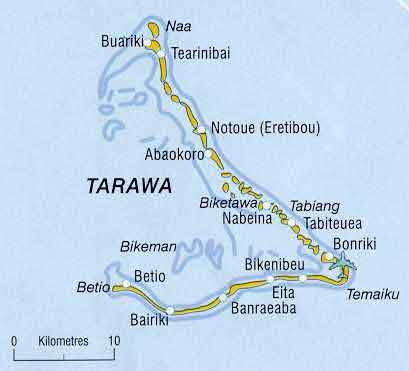
Bản đồ đảo san hô Tarawa

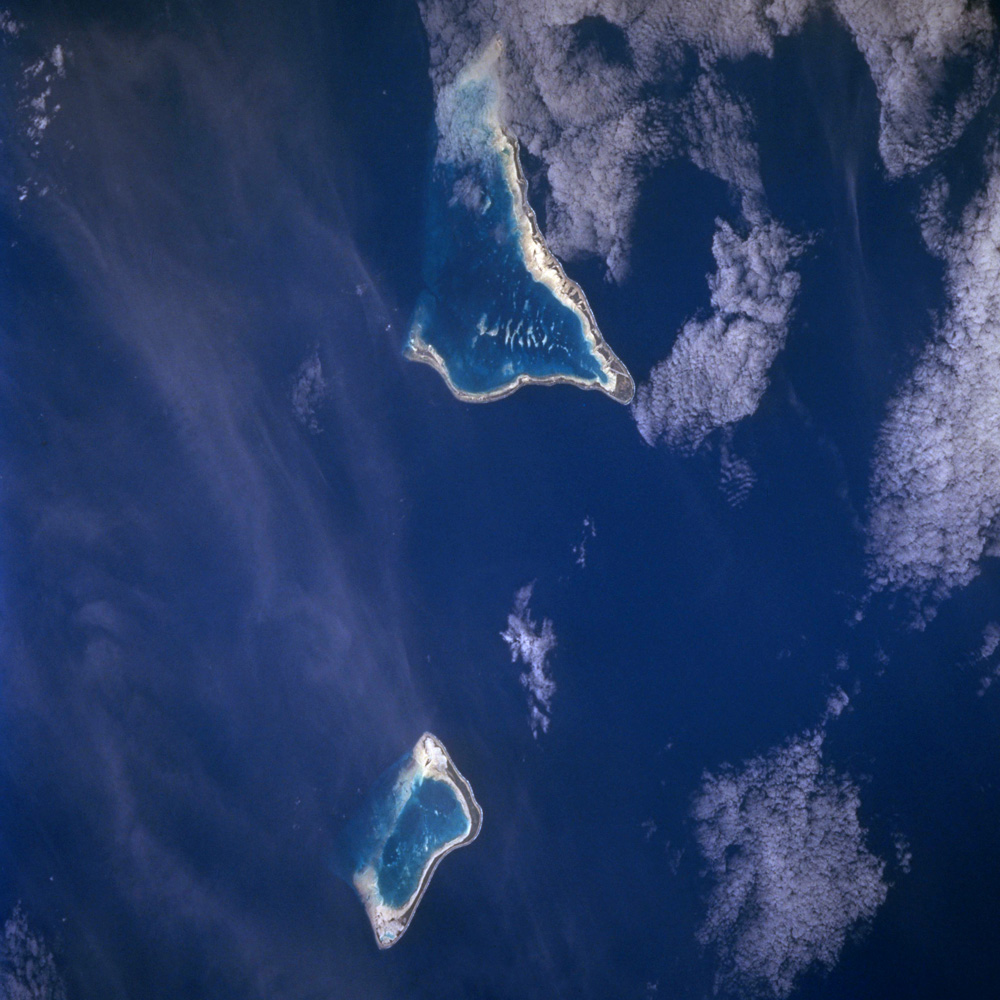
Tarawa và hòn đảo lân cận ở phía nam Maiana nhìn từ không gian năm (1998).

Tarawa là một đảo san hô ở trung tâm Thái Bình Dương, trước đây thủ phủ của cựu người Anh thuộc địa của quần đảo Gilbert và Ellice. Đảo có thủ đô của Cộng hòa Kiribati, Nam Tarawa. Hòn đảo này được biết đến nhiều bởi người nước ngoài vì trận Tarawa trong Chiến tranh Thế giới II.

## Địa lý
Tarawa bao gồm khoảng 24 đảo lớn, trong đó có ít nhất tám đảo là nơi con người sinh sống. Tarawa nằm ở vĩ độ khoảng 1 ° 22'47 "N, kinh độ 173 ° 09'06" E (sân bay Bonriki).

## Nhân khẩu
Dân số năm 1990 là 28,802 người. Dân cư chủ yếu là người Gilbert (Micronesia). Điều này có thể vượt quá khả năng của các hòn đảo khi muốn duy trì ở mức sống hiện tại của mình mà không có viện trợ nước ngoài, chủ yếu từ Anh Quốc, Nhật Bản và New Zealand.